# Betty Compson
Eleanor Luisime Compson (művésznevén Betty Compson) (Beaver, Utah, 1897. március 19. – Glendale, Kalifornia, 1974. április 18.) Oscar-díjra jelölt amerikai színésznő, filmproducer, üzletasszony.
Az 1920-as évek legkeresettebb színésznője volt, jóllehet a némafilmek korszakában számított nagy hírességnek, de szerepelt hangosfilmekben is. Legfontosabb filmjei a New York kikötői (The Docks of New York), The Barker és a Great Gabbo.

## Élete

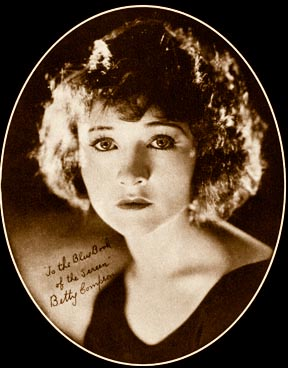
Compson aláírása

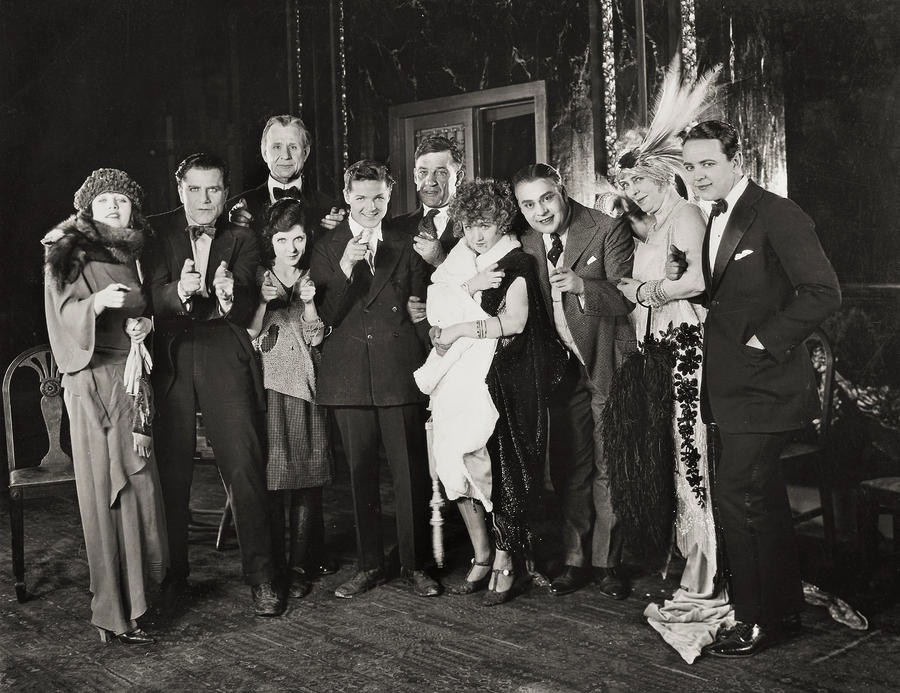
Kick In: (balról jobbra) Betty Compson, Bert Lytell, Charles Ogle, May McAvoy, Gareth Hughes, Walter Long, Kathleen Clifford, Jed Prouty, Mayme Kelso és Robert Agnew

Compson 1897-ben született Beaverben, édesapja, Virgil K. Compson, bányászmérnök volt. Az apa korai halála nehéz helyzetbe hozta a családot. Az anyagi gondokat enyhítendő, Compson kimaradt tizenötévesen az iskolából, és munka után nézett. Állást egy vaudeville színtársulatnál talált Salt Lake City-ben, ahol hegedült és az országot járta. Előfordult, hogy édesanyjával, Mary Eleanorral is turnézott. Al Christie producernek akadt meg a szeme Compsonon egy műsor alkalmával. Javasolta, hogy Compson változtassa nevét Bettyre, és 1915-ben Compson megkapta első szerepét egy rövidfilmben, hogy aztán tucat másik rövidfilmhez hívják, és az 1910-es évek végére már játékfilmekben is szerepelt. 1919-ben a Miracle Man című némafilm tette nevét ismertté, a huszas évekre pedig egyike lett a legjobban fizetett színésznőknek. 
 1921-ben Compson megalapította saját vállalkozását: első saját filmje a Prisoners of Love címet kapta, amelynek a főszerepet is ő játszotta. Sokszínűségét mindenki sokra méltatta, a romantikus filmektől a vígjátékokon át a melodrámákig képes volt eljátszani azt a szerepet, amit ráosztottak. Talán ennek is volt köszönhető, hogy amikor beköszöntött a hangosfilmek korszaka, más színészekkel ellentétben nyeregben tudott maradni. Jelentős hangosfilmjei a musical Street Girl, The Lady Refuses, a Virtuous Husband és az Isle of Escape. 1929-ben az esélyesek között volt, hogy megnyerje a legjobb női főszereplőnek járó Oscar-díjat a Barker című filmben nyújtott alakításáért. 
A harmincas évek közepére Compson szerepei nem voltak elég megnyerőek, a filmek, amikben szerepelt, alacsony költségvetésűek voltak, és nem rejtettek magukban elég kihívást. Utoljára 1948-ban jelent meg a Here Comes The Trouble című vígjátékban, majd nyugdíjba vonult. 1960-ban csillagot kapott a Hírességek sétányán.

### Magánélete
Compson háromszor házasodott meg. Először James Cruze rendezőbe szeretett bele, 1924-ben pedig összekötötték az életüket. Cruze azonban kemény ivó volt, Compson pedig 1930-ban véget vetett a házasságuknak. 1933-ban feleségül ment Irving Weinberg üzletemberhez, de 1937-ben elváltak, Weinberg egy évvel később meghalt. Compson harmadik férje Silvius Gall bokszoló volt, akivel 1944-ben házasodott össze és haláláig együtt maradt. Gyermeke egyik házasságából sem született. Compson nyugdíjas éveiben segédkezett Gall vállalkozásának igazgatásában, férjének halála után pedig átvette annak irányítását. Compson 1974-ben hunyt el szívrohamban, édesanyja mellé temették el.

## Filmográfia

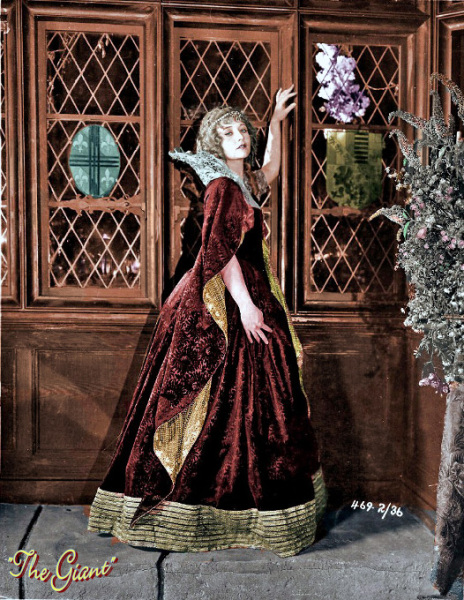
To Have and To Hold (1922)

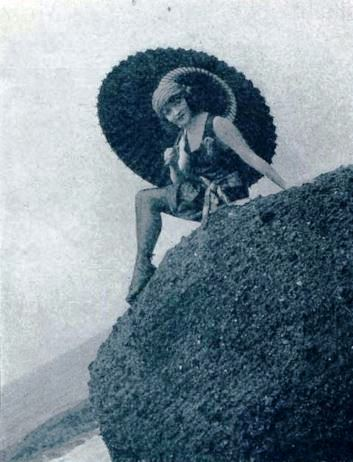
Compson a Film Fun magazin áprilisi számában (1922)

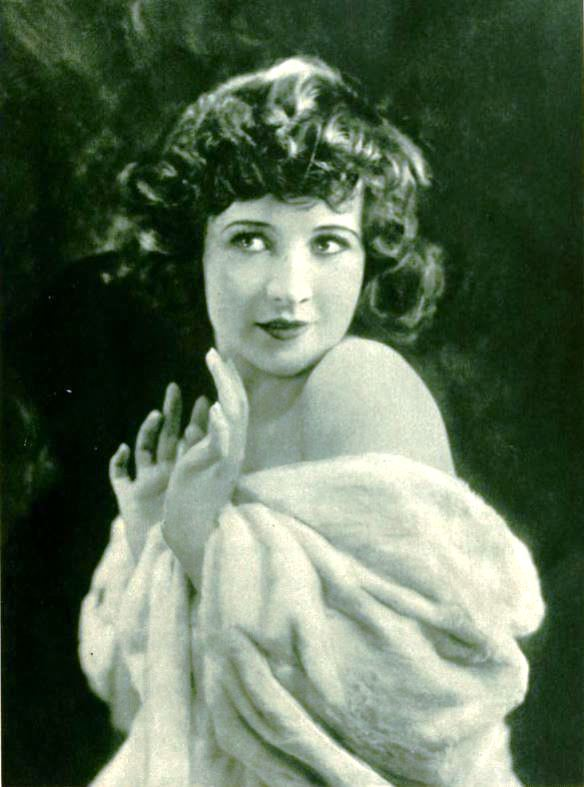
A Photoplay magazin júniusi számában (1921)

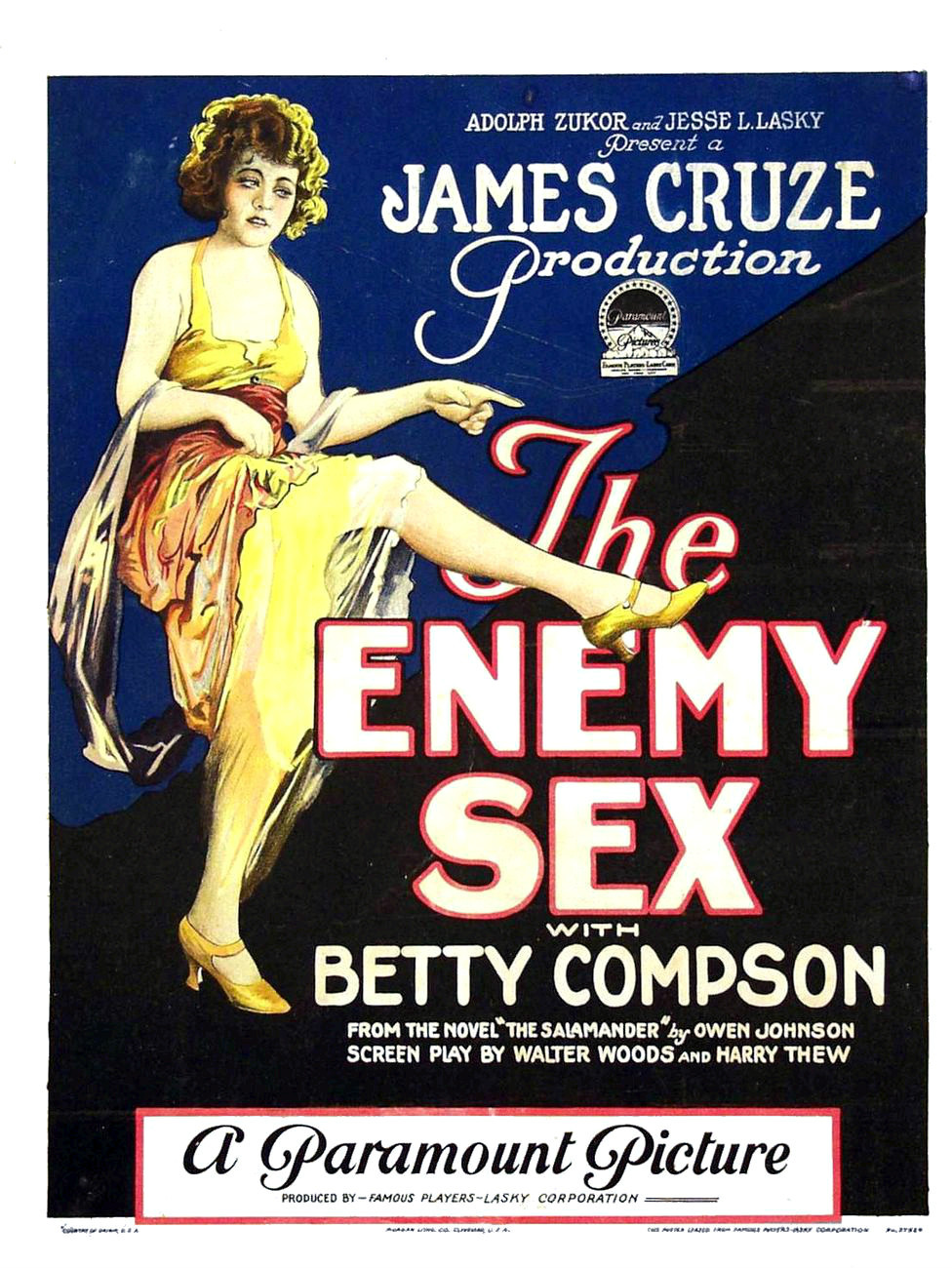
The Enemy Sex poszter (1924)

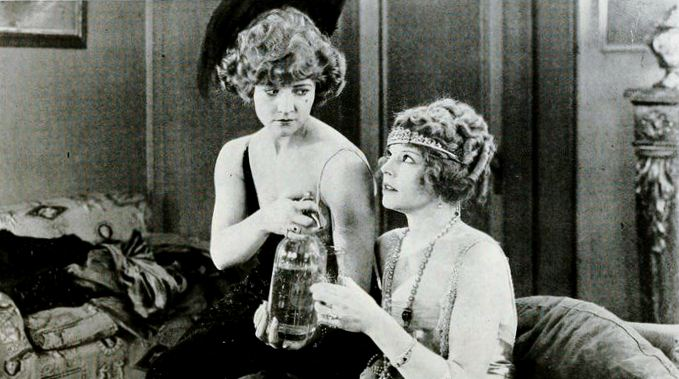
Az asszony és a törvény (1922)

### Rövidfilmek
| Rövidfilmek | Rövidfilmek                  | Rövidfilmek                       |
| Év          | Cím                          | Szerep                            |
| ----------- | ---------------------------- | --------------------------------- |
| 1915        | Wanted: A Leading Lady       | a főszereplő                      |
| 1915        | Their Quiet Honeymoon        | Betty, a legidősebb Newlywed      |
| 1915        | Where the Heather Blooms     | Lady Mary                         |
| 1915        | Love and a Savage            | Betty                             |
| 1915        | Some Chaperone               | Betty, a rangidős lány            |
| 1916        | Jed's Trip to the Fair       | Lizzie                            |
| 1916        | Mingling Spirits             | Mrs. Newlywed                     |
| 1916        | Her Steady Carfare           | Betty                             |
| 1916        | A Quiet Supper for Four      | Mrs. Newlywed                     |
| 1916        | When the Losers Won          | Mrs. Newlywed                     |
| 1916        | Her Friend, the Doctor       | Mary West                         |
| 1916        | Cupid Trims his Lordship     | Betty, a lány                     |
| 1916        | When Lizzie Disappeared      |                                   |
| 1916        | The Deacon's Waterloo        | Betty, a lány                     |
| 1916        | Love and Vaccination         | az orvos húga                     |
| 1916        | A Friend, But a Star Boarder | (bizonytalan, hogy ő szerepelt-e) |
| 1916        | The Janitor's Busy Day       | Betty Hammond                     |
| 1916        | He Almost Eloped             | Betty, Billie szobatársa          |
| 1916        | A Leap Year Tangle           | Betty, Eddie kedvese              |
| 1916        | Eddie's Night Out            | Betty Newlywed                    |
| 1916        | The Newlyweds' Mix-Up        | Mrs. Newlywed                     |
| 1916        | Lem's College Career         | Mary                              |
| 1916        | Potts Bungles Again          | Betty                             |
| 1916        | He's a Devil                 | Betty, Eddie kedvese              |
| 1916        | The Wooing of Aunt Jemima    | Betty                             |
| 1916        | Her Celluloid Hero           | Betty, a színész kedvese          |
| 1916        | All Over a Stocking          | a gyorsíró                        |
| 1916        | Wanted: A Husband            | a feleség                         |
| 1916        | Almost a Widow               | Mrs. Gordon                       |
| 1916        | The Browns See the Fair      | utas a vonaton                    |
| 1916        | His Baby                     | Betty, a fiatal lány              |
| 1916        | Inoculating Hubby            | Wifie                             |
| 1916        | Those Primitive Days         | Heela Hoola                       |
| 1916        | The Making Over of Mother    | Mrs. Newlywed                     |
| 1916        | He Wouldn't Tip              | Betty                             |
| 1916        | That Doggone Baby            | Wifie Parker                      |
| 1916        | He Loved the Ladies          | Mrs. Gordon                       |
| 1916        | When Clubs Were Trumps       | Wifie Parker                      |
| 1916        | Dad's Masterpiece            | Betty Morton                      |
| 1916        | Nearly a Hero                | Betty, a seriff lánya             |
| 1916        | A Brass-Buttoned Romance     |                                   |
| 1916        | Her Sun-Kissed Hero          | fiatal lány                       |
| 1916        | Some Kid                     |                                   |
| 1916        | Sea Nymphs                   | Betty, a feleség                  |
| 1916        | Hist! At Six O'Clock         | Tillie de Vamp                    |
| 1916        | Cupid's Uppercut             | Betty                             |
| 1916        | Lovers and Lunatics          | Betty Grey                        |
| 1917        | Her Crooked Career           | a lány                            |
| 1917        | Her Friend, the Chauffeur    | a lány                            |
| 1917        | Small Change                 | a lány                            |
| 1917        | Hubby's Night Out            | Wifey                             |
| 1917        | Out for the Coin             |                                   |
| 1917        | As Luck Would Have It        |                                   |
| 1917        | Sauce for the Goose          |                                   |
| 1917        | Suspended Sentence           |                                   |
| 1917        | Father's Bright Idea         |                                   |
| 1917        | His Last Pill                |                                   |
| 1917        | Those Wedding Bells          |                                   |
| 1917        | Almost a Scandal             |                                   |
| 1917        | A Bold, Bad Knight           |                                   |
| 1917        | Five Little Widows           | Betty Morgan                      |
| 1917        | Down by the Sea              |                                   |
| 1917        | Won in a Cabaret             |                                   |
| 1917        | A Smoky Love Affair          |                                   |
| 1917        | Crazy by Proxy               |                                   |
| 1917        | Betty's Big Idea             |                                   |
| 1917        | Almost a Bigamist            |                                   |
| 1917        | Love and Locksmiths          |                                   |
| 1917        | Nearly a Papa                | Mrs. Gordon                       |
| 1917        | Almost Divorced              |                                   |
| 1917        | Betty Wakes Up               | Sally                             |
| 1917        | Their Seaside Tangle         |                                   |
| 1917        | Help! Help! Police!          |                                   |
| 1917        | Cupid's Camouflage           | Betty                             |
| 1918        | Many a Slip                  |                                   |
| 1918        | Whose Wife?                  |                                   |
| 1918        | Circumstantial Evidence      |                                   |
| 1918        | Here Comes the Groom         | (bizonytalan, hogy ő szerepelt-e) |
| 1918        | Somebody's Baby              |                                   |
| 1918        | Betty's Adventure            | Betty                             |
| 1918        | Never Surprise Your Wife     |                                   |
| 1918        | All Dressed Up               |                                   |
| 1918        | The Sheriff                  | tanárnő                           |
| 1922        | A Trip to Paramountown       | Önmaga                            |
| 1931        | Hollywood Halfbacks          | Önmaga                            |
| 1934        | No Sleep on the Deep         | Mrs. Eldridge                     |
| 1934        | The Watchman Takes a Wife    | Molly Clyde                       |

### Némafilmek

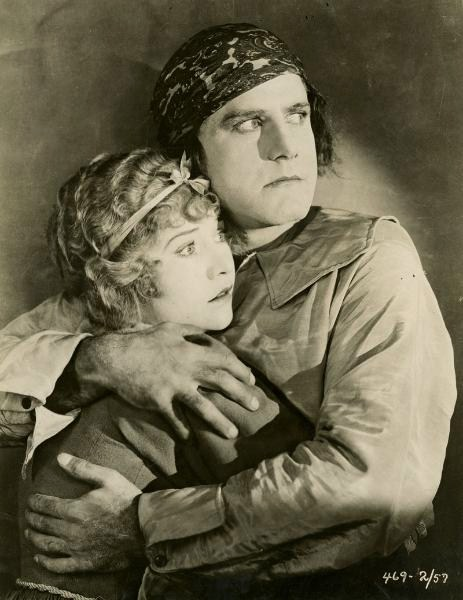
To Have and To Hold Bert Lytell-lel

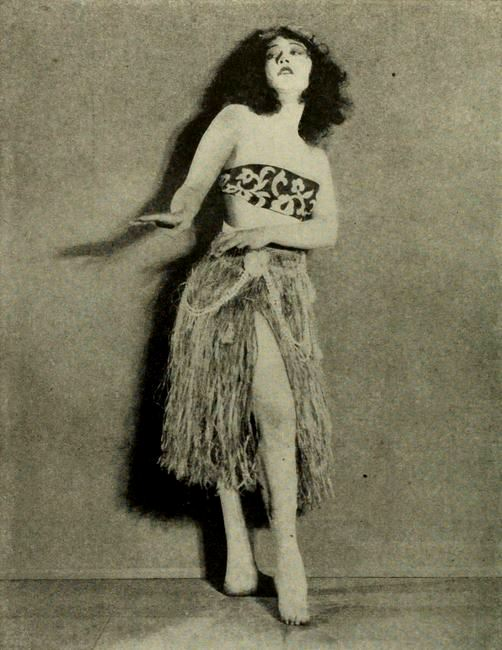
The White Flower (1923)

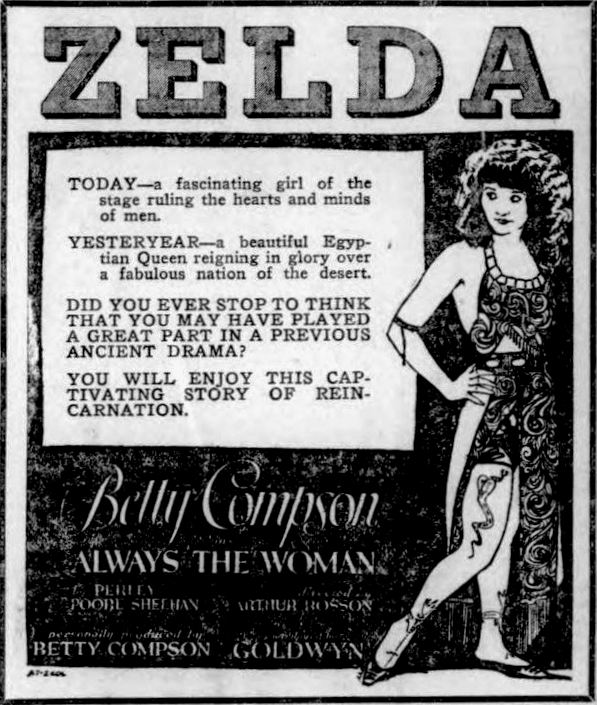
Hirdetés az újságban az Always the Woman című filmről (1922)

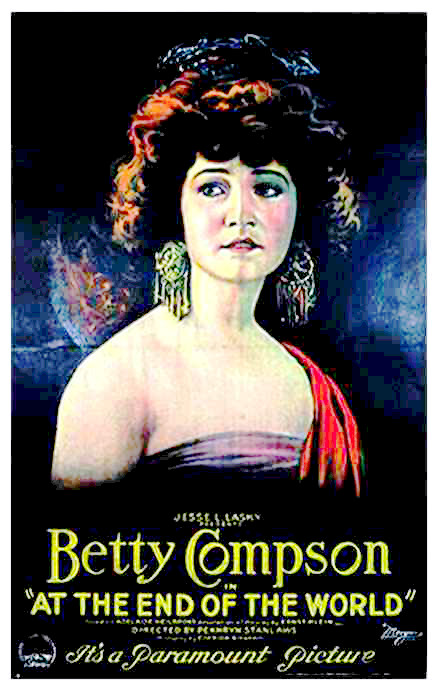
At the End of the World poszter (1921)

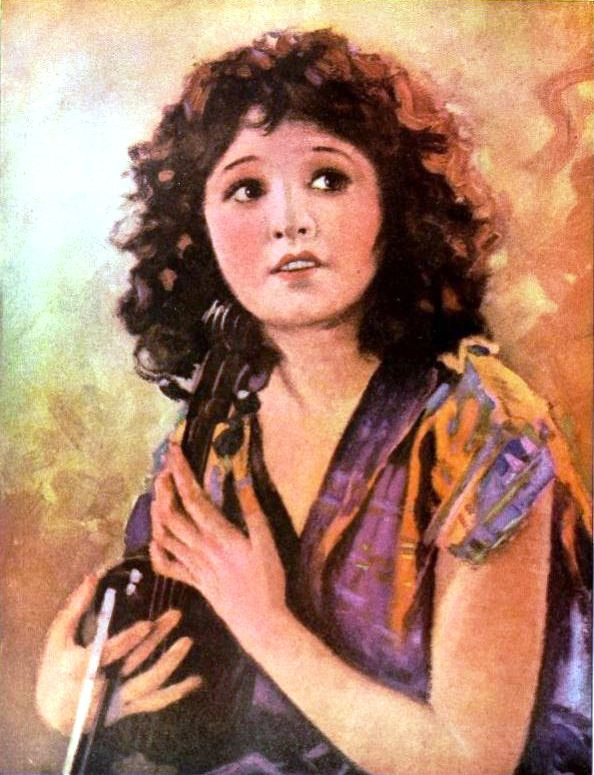
Compson a Shadowland magazin februári kiadásában (1920)

| Év   | Cím                                         | Szerep                        |
| ---- | ------------------------------------------- | ----------------------------- |
| 1918 | The Border Raiders                          | Rose Hardy                    |
| 1919 | Terror of the Range (elveszett film)        | Thelma Grant                  |
| 1919 | The Prodigal Liar                           | Hope Deering                  |
| 1919 | The Light of Victory                        | Jane Ravenslee                |
| 1919 | The Little Diplomat                         | Phyllis Dare                  |
| 1919 | The Devil's Trail (elveszett film)          | Rose                          |
| 1919 | The Miracle Man (nagy része elveszett)      | Rose                          |
| 1921 | Prisoners of Love (elveszett film)          | Blanche Davis                 |
| 1921 | For Those We Love (elveszett film)          | Bernice Arnold                |
| 1921 | At the End of the World                     | Cherry O'Day                  |
| 1921 | Ladies Must Live                            | Christine Bleeker             |
| 1921 | The Little Minister                         | Lady Babbie                   |
| 1922 | Az asszony és a törvény (elveszett film)    | Margaret Rolfe                |
| 1922 | The Green Temptation (elveszett film)       | Genelle Coralyn Joan Parker   |
| 1922 | Over the Border (elveszett film)            | Jen Galbriath                 |
| 1922 | Always the Woman                            | Celia Thaxter                 |
| 1922 | The Bonded Woman                            | Angela Gaskell                |
| 1922 | Nászhajó (elveszett film)                   | Lady Jocelyn Leigh            |
| 1922 | Kick In                                     | Molly Brandon                 |
| 1923 | The White Flower (elveszett film)           | Konia Markham                 |
| 1923 | The Rustle of Silk (elveszett film)         | Lala De Breeze                |
| 1923 | The Woman With Four Faces (elveszett film)  | Elizabeth West                |
| 1923 | Woman to Woman (elveszett film)             | Louise Boucher Deloryse       |
| 1923 | The Royal Oak (elveszett film)              | Lady Mildred Cholmondeley     |
| 1924 | The Stranger (elveszett film)               | Peggy Bowlin                  |
| 1924 | Miami (elveszett film)                      | Joan Bruce                    |
| 1924 | The White Shadow (befejezetlen)             | Nancy Brent Georgina Brent    |
| 1924 | The Enemy Sex                               | Dodo Baxter                   |
| 1924 | The Female (elveszett film)                 | Dalla                         |
| 1924 | Ramshackle House (elveszett film)           | Pen Broome                    |
| 1924 | The Fast Set (elveszett film)               | Margaret Stone                |
| 1924 | The Garden of Weeds (elveszett film)        | Dorothy Delbridge             |
| 1925 | Locked Doors (elveszett film)               | Mary Reid Carter              |
| 1925 | New Lives for Old (elveszett film)          | Olympe                        |
| 1925 | Eve's Secret                                | Eve                           |
| 1925 | Beggar on Horseback (befejezetlen)          | hercegnő                      |
| 1925 | Út a Paradicsomba                           | Molly                         |
| 1925 | The Pony Express                            | Molly Jones                   |
| 1925 | The Prude's Fall                            |                               |
| 1925 | Counsel for the Defense (elveszett film)    | Katherine West                |
| 1926 | The Palace of Pleasure (elveszett film)     | Lola Montez                   |
| 1926 | Wise Guy                                    | Hula Kate                     |
| 1926 | The Belle of Broadway                       | Marie Duval az ifjú Adele     |
| 1927 | The Ladybird                                | Diane Wyman                   |
| 1927 | Say It with Diamonds                        | Betty Howard                  |
| 1927 | Temptations of a Shop Girl (elveszett film) | Ruth Harrington               |
| 1927 | Love Me and the World Is Mine               | Mitzel                        |
| 1927 | Cheating Cheaters (elveszett film)          | Nan Carey                     |
| 1928 | The Big City (elveszett film)               | Helen                         |
| 1928 | The Desert Bride (elveszett film)           | Diane Duval                   |
| 1928 | The Masked Angel (elveszett film)           | Betty                         |
| 1928 | Life's Mockery                              | Kit Miller Isabelle Fullerton |
| 1928 | Court Martial                               | Belle Starr                   |
| 1928 | New York kikötői                            | Mae                           |
| 1928 | The Barker (részben hangos)                 | Carrie                        |
| 1928 | Scarlet Seas                                | Rose                          |
| 1929 | The Weary River (részben hangos)            | Alice Gray                    |

### Hangosfilmek

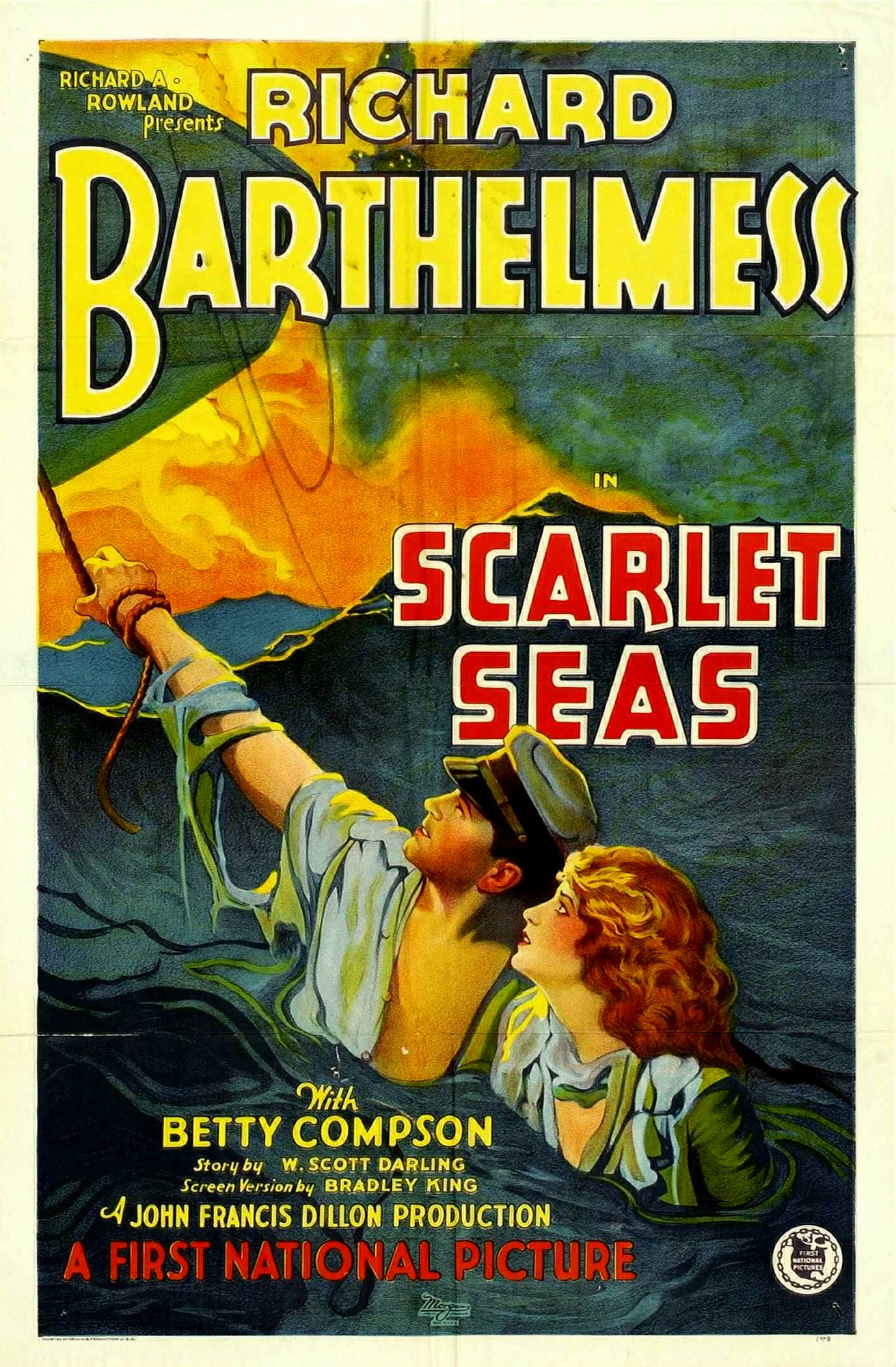
Scarlet Seas (1929)

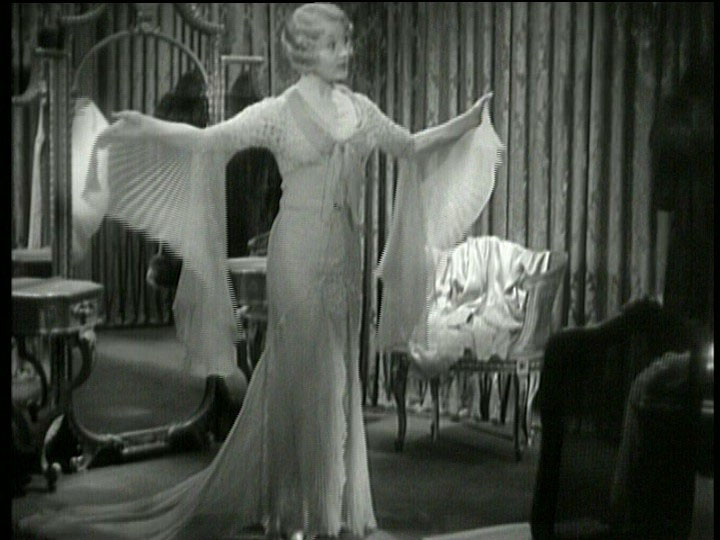
The Lady Refuses (1931)

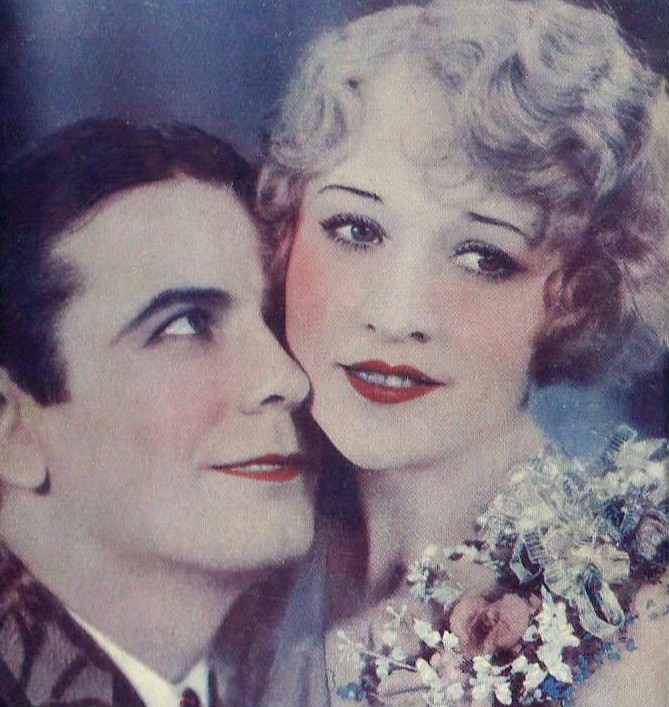
Compson és Eddie Dowling a Blaze O'Glory című filmben (1929)

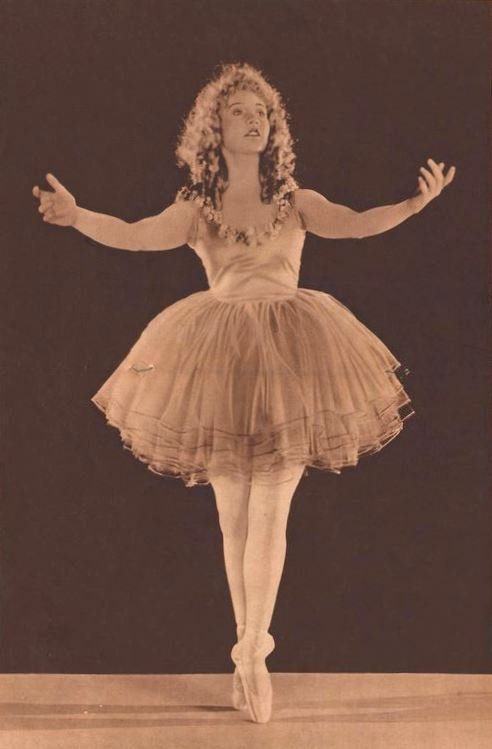
A Movie Weekly áprilisi számában (1922)

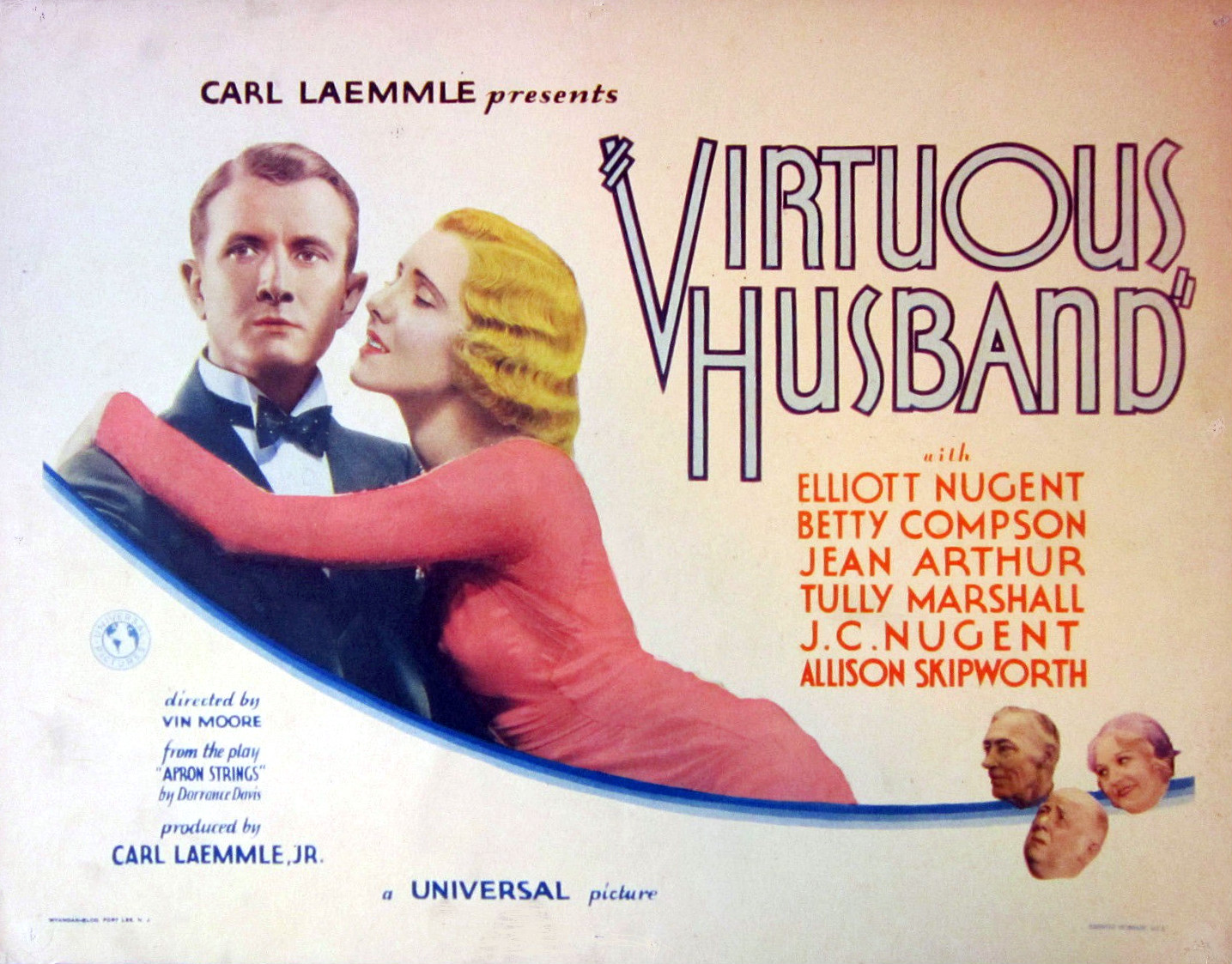
Virtuous Husband (1931)

| Év   | Cím                                               | Szerep                              |
| ---- | ------------------------------------------------- | ----------------------------------- |
| 1929 | On with the Show!                                 | Nita                                |
| 1929 | The Time, the Place and the Girl (elveszett film) | Doris Ward                          |
| 1929 | Street Girl                                       | Frederika Joyzelle                  |
| 1929 | Skin Deep (elveszett film)                        | Sadie Rogers                        |
| 1929 | The Great Gabbo                                   | Mary                                |
| 1929 | Woman to Woman                                    | Deloryce Lola                       |
| 1929 | Csodák csodája                                    | Önmaga                              |
| 1929 | Blaze o'Glory (elveszett film)                    | Helen Williams                      |
| 1930 | The Case of Sergeant Grischa (elveszett film)     | Babka                               |
| 1930 | Isle of Escape (elveszett film)                   | Stella                              |
| 1930 | Those Who Dance                                   | Kitty                               |
| 1930 | Broadway cárja                                    | Connie Colton                       |
| 1930 | Midnight Mystery                                  | Sally Wayne                         |
| 1930 | Inside the Lines                                  | Jane Gershon                        |
| 1930 | The Spoilers                                      | Cherry Malotte                      |
| 1930 | She Got What She Wanted (elveszett film)          | Mahyna                              |
| 1930 | The Boudoir Diplomat                              | Helene                              |
| 1931 | The Lady Refuses                                  | June                                |
| 1931 | The Virtuous Husband                              | Inez Wakefield                      |
| 1931 | Three Who Loved                                   | Helga Larson Hanson                 |
| 1931 | The Gay Diplomat                                  | Alma Corri bárónő                   |
| 1932 | The Silver Lining                                 | Kate Flynn                          |
| 1932 | Guilty or Not Guilty (elveszett film)             | Maizie                              |
| 1933 | West of Singapore (elveszett film)                | Lou                                 |
| 1933 | Destination Unknown                               | Ruby Smith                          |
| 1933 | Notorious But Nice                                | Millie Sprague                      |
| 1935 | Manhattan Butterfly                               |                                     |
| 1935 | False Pretenses                                   | Clarissa Stanhope                   |
| 1936 | August Weekend                                    | Ethel Ames                          |
| 1936 | Laughing Irish Eyes                               | Molly                               |
| 1936 | The Millionaire Kid                               | Gloria Neville                      |
| 1936 | The Drag-Net                                      | Mollie Cole                         |
| 1936 | Hollywood Boulevard                               | Betty                               |
| 1936 | Bulldog Edition                                   | Billie Blake                        |
| 1936 | Killer at Large                                   | Kate                                |
| 1936 | Two Minutes to Play                               | 'Fluff' Harding                     |
| 1937 | Circus Girl                                       | Carlotta                            |
| 1937 | God's Country and the Man                         | Roxey Moore                         |
| 1937 | Federal Bullets                                   | Sue, Gang Moll                      |
| 1938 | Blondes at Work                                   | Blanche Revelle                     |
| 1938 | Port of Missing Girls                             | Chicago                             |
| 1938 | Nincs többé alvilág                               | Loretta                             |
| 1938 | Torchy Blane in Panama                            | Kitty                               |
| 1938 | Two Gun Justice                                   | Kate                                |
| 1938 | The Beloved Brat                                  | Eleanor Sparks (nincs a stáblistán) |
| 1938 | Religious Racketeers                              | Ada Bernard                         |
| 1938 | Under the Big Top                                 | Marie                               |
| 1939 | Hotel Imperial                                    | Soubrette (nincs a stáblistán)      |
| 1939 | News Is Made at Night                             | Kitty Truman                        |
| 1939 | Cowboys from Texas                                | Belle Starkey                       |
| 1940 | Cafe Hostess                                      | (nincs a stáblistán)                |
| 1940 | Különös rakomány                                  | Suzanne (nincs a stáblistán)        |
| 1940 | Mad Youth                                         | Lucy Morgan                         |
| 1940 | Laughing at Danger                                | Mrs. Van Horn                       |
| 1941 | Végre egy jó házasság                             | Gertie                              |
| 1941 | Roar of the Press                                 | Mrs. Thelma Tate                    |
| 1941 | Láthatatlan kísértet                              | Mrs. Kessler                        |
| 1941 | Zis Boom Bah                                      | Mame (nincs a stáblistán)           |
| 1941 | Escort Girl                                       | Ruth Ashley                         |
| 1943 | Danger! Women at Work                             | Madame Sappho                       |
| 1946 | Claudia and David                                 | (nincs a stáblistán)                |
| 1946 | Her Adventurous Night                             | Miss Spencer                        |
| 1947 | Hard Boiled Mahoney                               | Selena Webster                      |
| 1947 | Second Chance                                     | Mrs. Davenport                      |
| 1948 | Here Comes Trouble                                | Martha Blake                        |

## Díjak és jelölések
Oscar-díj
- 1930: legjobb női főszereplő (jelölés) – The Barker

Hollywood Walk of Fame
- 1960: csillag a Hírességek sétányán

## További információ
- Betty Compson az Internet Movie Database-ben (angolul)
- Betty Compson a Rotten Tomatoeson (angolul)